# Persone di cognome Yamamoto
| Questa pagina contiene informazioni ricavate automaticamente dalle voci biografiche con l'ausilio del template Bio e di un bot. L'aggiornamento è periodico e automatico e ricostruisce completamente la pagina. Se manca una persona in questa lista, sei pregato di non aggiungerla, ma accertati piuttosto che la sua voce biografica contenga il template Bio e che i dati anagrafici siano correttamente compilati. Se il template Bio manca, inseriscilo tu stesso o, in alternativa, metti l'avviso {{tmp\|Bio}} che ne segnala la mancanza. Se i dati riportati sono sbagliati, correggi direttamente la voce biografica; le modifiche saranno visibili in questa lista entro pochi giorni. Per chiarimenti vedi il progetto antroponimi. La lista contiene solo le 76 persone che sono citate nell'enciclopedia e per le quali è stato implementato correttamente il template Bio. Pagina aggiornata al 24 feb 2025. |

Questa è una lista di persone presenti nell'enciclopedia che hanno il cognome Yamamoto, suddivise per attività principale.

## Allenatori di calcio(1)
- Masakuni Yamamoto, allenatore di calcio e ex calciatore giapponese (Numazu, n. 1958)

## Ammiragli(1)
- Isoroku Yamamoto, ammiraglio giapponese (Nagaoka, n. 1884 - Buin, † 1943)

## Animatori(1)
- Yū Yamamoto, animatore, sceneggiatore e autore televisivo giapponese (n. 1946 - † 2018)

## Architetti(1)
- Riken Yamamoto, architetto giapponese (Pechino, n. 1945)

## Arcieri(1)
- Hiroshi Yamamoto, arciere giapponese (Yokohama, n. 1962)

## Artisti marziali misti(1)
- Norifumi Yamamoto, artista marziale misto e kickboxer giapponese (Kawasaki, n. 1977 - Tokyo, † 2018)

## Astisti(1)
- Seito Yamamoto, astista giapponese (Okazaki, n. 1992)

## Astronomi(3)
- Issei Yamamoto, astronomo giapponese (n. 1889 - † 1959)
- Minoru Yamamoto, astronomo giapponese
- Naotaka Yamamoto, astronomo giapponese

## Attori(2)
- Tarō Yamamoto, attore e politico giapponese (Takarazuka, n. 1974)
- Yūsuke Yamamoto, attore giapponese (Toyokawa, n. 1988)

## Attrici(1)
- Fujiko Yamamoto, attrice giapponese (Nishi-ku, n. 1931)

## Aviatori(1)
- Akira Yamamoto, aviatore giapponese (Shizuoka, n. 1913 - Yachimata, † 1944)

## Bassisti(1)
- Hiro Yamamoto, bassista statunitense (Seattle, n. 1961)

## Calciatori(8)
- Fujio Yamamoto, ex calciatore giapponese (Prefettura di Kanagawa, n. 1966)
- Kaito Yamamoto, ex calciatore giapponese (Shizuoka, n. 1985)
- Kenji Yamamoto, ex calciatore giapponese (Prefettura di Yamanashi, n. 1965)
- Kōsuke Yamamoto, calciatore giapponese (Shizuoka, n. 1989)
- Masaki Yamamoto, ex calciatore giapponese (Shizuoka, n. 1987)
- Rihito Yamamoto, calciatore giapponese (Kanagawa, n. 2002)
- Shūto Yamamoto, ex calciatore giapponese (Morioka, n. 1985)
- Yūki Yamamoto, calciatore giapponese (Prefettura di Shiga, n. 1997)

## Calciatrici(1)
- Emi Yamamoto, calciatrice giapponese (Miura, n. 1982)

## Cantanti(1)
- Sayaka Yamamoto, cantante e modella giapponese (Osaka, n. 1993)

## Cestiste(3)
- Chika Yamamoto, ex cestista giapponese (Osaka, n. 1960)
- Chinatsu Yamamoto, ex cestista giapponese (Chiba, n. 1991)
- Sachiyo Yamamoto, cestista giapponese (n. 1950 - † 2013)

## Cestisti(1)
- Kōji Yamamoto, cestista giapponese (Happō, n. 1952 - † 2001)

## Ciclisti su strada(1)
- Genki Yamamoto, ciclista su strada giapponese (Osaka, n. 1991)

## Combinatisti nordici(3)
- Gō Yamamoto, combinatista nordico giapponese (n. 1995)
- Ryōta Yamamoto, combinatista nordico giapponese (Kijimadaira, n. 1997)
- Yūya Yamamoto, combinatista nordico giapponese (Kijimadaira, n. 2001)

## Compositori(2)
- Kenji Yamamoto, compositore giapponese (n. 1958)
- Kenji Yamamoto, compositore giapponese (n. 1964)

## Direttori della fotografia(1)
- Hideo Yamamoto, direttore della fotografia giapponese (Gifu, n. 1960)

## Doppiatrici(4)
- Ayano Yamamoto, doppiatrice giapponese (Tokyo, n. 1986)
- Keiko Yamamoto, doppiatrice giapponese (Prefettura di Osaka, n. 1943 - † 2024)
- Maria Yamamoto, doppiatrice e cantante giapponese (Kōbe, n. 1981)
- Nozomi Yamamoto, doppiatrice giapponese (Misawa, n. 1988)

## Fumettiste(1)
- Sumika Yamamoto, fumettista giapponese (n. 1949)

## Fumettisti(2)
- Hideo Yamamoto, fumettista giapponese (Tokorozawa, n. 1968)
- Sōichirō Yamamoto, fumettista giapponese (Tonoshō, n. 1986)

## Giocatori di baseball(2)
- Kōji Yamamoto, ex giocatore di baseball e allenatore di baseball giapponese (Hiroshima, n. 1946)
- Yoshinobu Yamamoto, giocatore di baseball giapponese (Bizen, n. 1998)

## Giocatori di bowling(1)
- Isao Yamamoto, giocatore di bowling giapponese (n. 1982)

## Giocatori di football americano(1)
- Yūsuke Yamamoto, ex giocatore di football americano giapponese

## Giornaliste(1)
- Mika Yamamoto, giornalista e fotoreporter giapponese (Tsuru, n. 1967 - Aleppo, † 2012)

## Imprenditori(1)
- Koyata Yamamoto, imprenditore giapponese (Osaka, n. 1886 - † 1963)

## Militari(3)
- Yamamoto Gon'nohyōe, militare e politico giapponese (Kagoshima, n. 1852 - Tokyo, † 1933)
- Yamamoto Kansuke, militare giapponese (n. 1501 - † 1561)
- Yamamoto Tsunetomo, militare e filosofo giapponese (n. 1659 - † 1719)

## Modelle(1)
- Mizuki Yamamoto, modella e attrice giapponese (Fukuoka, n. 1991)

## Nuotatori(1)
- Takashi Yamamoto, ex nuotatore giapponese (Osaka, n. 1978)

## Pallavolisti(2)
- Takahiro Yamamoto, ex pallavolista giapponese (Tottori, n. 1978)
- Tomohiro Yamamoto, pallavolista giapponese (Ebetsu, n. 1994)

## Pattinatori artistici su ghiaccio(1)
- Sōta Yamamoto, pattinatore artistico su ghiaccio giapponese (Kishiwada, n. 2000)

## Pattinatrici di velocità su ghiaccio(1)
- Hiromi Yamamoto, ex pattinatrice di velocità su ghiaccio giapponese (Shiraoi, n. 1970)

## Piloti automobilistici(2)
- Naoki Yamamoto, pilota automobilistico giapponese (Aichi, n. 1988)
- Sakon Yamamoto, ex pilota automobilistico e politico giapponese (Toyohashi, n. 1982)

## Pittori(1)
- Kanae Yamamoto, pittore e incisore giapponese (Okazaki, n. 1882 - Ueda, † 1946)

## Politici(1)
- Kōichi Yamamoto, politico giapponese (Uwajima, n. 1947 - Tokyo, † 2023)

## Registe(1)
- Sayo Yamamoto, regista giapponese (Tokyo, n. 1977)

## Registi(6)
- Eiichi Yamamoto, regista cinematografico e sceneggiatore giapponese (prefettura di Kyoto, n. 1933 - † 2021)
- Kajirō Yamamoto, regista, sceneggiatore e attore giapponese (Tokyo, n. 1902 - Tokyo, † 1974)
- Sanae Yamamoto, regista, produttore cinematografico e animatore giapponese (Prefettura di Chiba, n. 1898 - † 1981)
- Satsuo Yamamoto, regista giapponese (Prefettura di Kagoshima, n. 1910 - Tokyo, † 1983)
- Yasuichirō Yamamoto, regista e animatore giapponese (n. 1961)
- Yutaka Yamamoto, regista giapponese (Osaka, n. 1974)

## Scrittori(1)
- Shūgorō Yamamoto, scrittore giapponese (n. 1903 - † 1967)

## Stilisti(2)
- Kansai Yamamoto, stilista giapponese (Yokohama, n. 1944 - † 2020)
- Yohji Yamamoto, stilista giapponese (Tokyo, n. 1943)

## Triplisti(1)
- Ryōma Yamamoto, triplista giapponese (n. 1995)

## Wrestler(3)
- Yoshi Tatsu, wrestler e pugile giapponese (Gifu, n. 1977)
- Kotetsu Yamamoto, wrestler giapponese (Yokohama, n. 1941 - Karuizawa, † 2010)
- Hiroyoshi Tenzan, wrestler giapponese (Kyoto, n. 1971)